# Huixtocihuatl

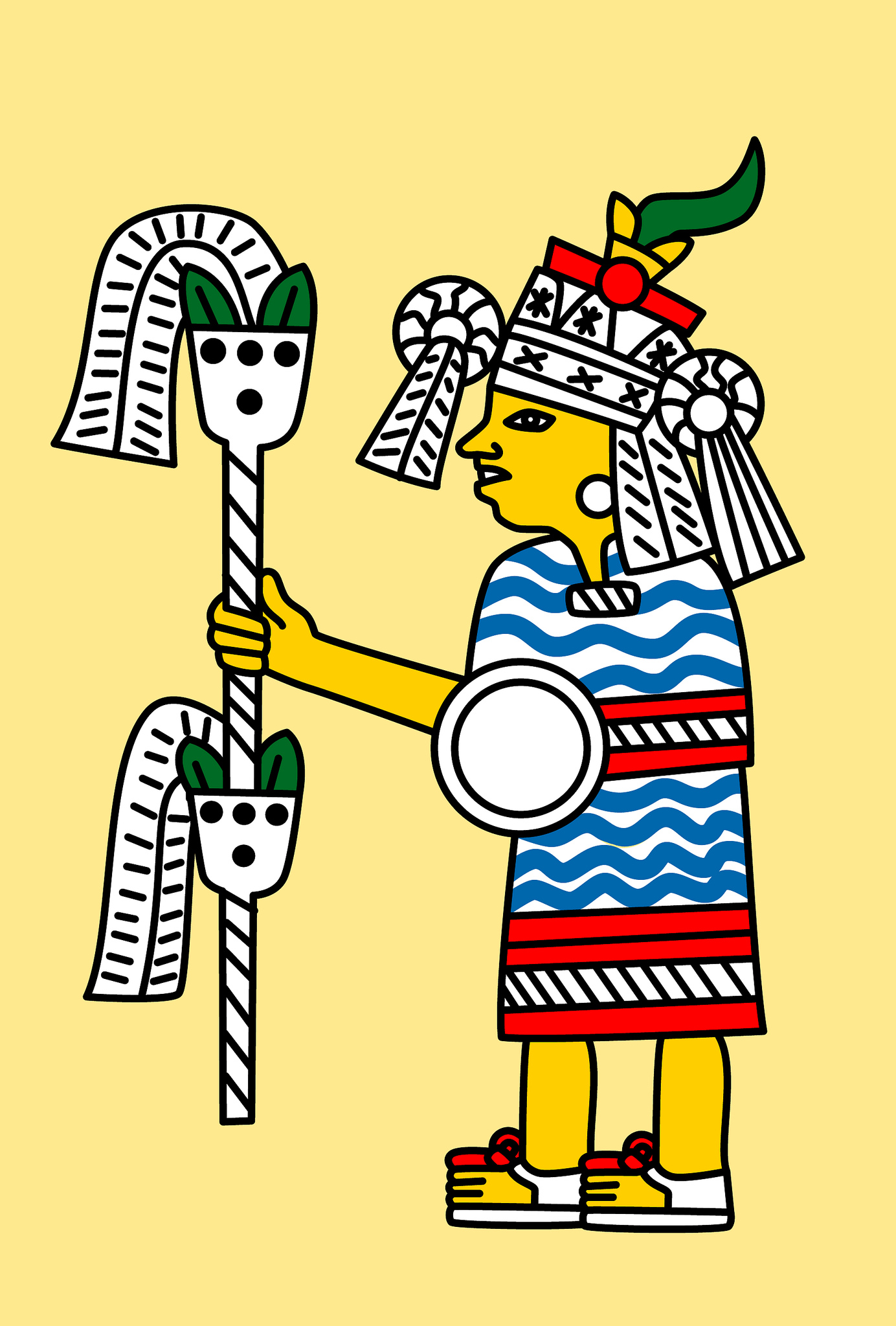
Huixtocihuatl descrito no códice.

Huixtocihuatl ou Uixtochihuatl (em náhuatl: huixtocihuatl, "Mulher de Huixtotlan", huixto, "huixtotlan"; cihuatl, "senhora") na mitologia mexica é a deusa da fertilidade que regia o sal e a água salgada. Sahagún a coloca como irmã mais velha dos Tlaloqueh, que a perseguiram e a exilaram nas águas salgadas. Ali inventou o sal. Por esta invenção honravam-na e adoravam os que trabalhavam com o sal. Em seus sacrifícios para esta deusa, todas as mulheres, velhas e moças, velavam cantando e dançando ao redor da teixiptla, uma mulher que vestia os mesmos adornos da deusa.